# Pachydactylus kladaroderma
Pachydactylus kladaroderma — вид геконоподібних ящірок родини геконових (Gekkonidae). Ендемік Південно-Африканської Республіки.

## Поширення і екологія
Pachydactylus kladaroderma мешкають на західних схилах Капських гір та в регіоні Малого Кару. Вони живуть в чагарникових заростях фінбош і кару, в тріщинах серед скель. Зустрічаються на висоті від 750 до 1700 м над рівнем моря.